# Learning to Fly (canção de Tom Petty and the Heartbreakers)
"Learning to Fly" é uma canção de Tom Petty and the Heartbreakers. Foi escrita em 1991 por Tom Petty e seu parceiro de escrita Jeff Lynne para o álbum Into the Great Wide Open. A música inteira é baseada em apenas quatro acordes simples (F, C, A menor e G). Tornou-se um sucesso para Petty e os Heartbreakers. 

## Lista de músicas
Vinil de 7 "
- Lado A: "Learning to Fly"
- Lado B: "Too Good to be True"

## Pessoal
Tom Petty and the Heartbreakers
- Mike Campbell - guitarra de braço duplo e vocais de apoio
- Howie Epstein - baixo e vocais de acompanhamento
- Stan Lynch - bateria
- Tom Petty - vocal e backing vocal, violão
- Benmont Tench - sintetizador

com
- Jeff Lynne - guitarras, baixo, vocais, piano, sintetizador

## Lançamento e Sucesso
"Learning to Fly" foi lançado como o primeiro single de Into the Great Wide Open e alcançou o 28º lugar no ranking da Billboard Hot 100 dos EUA. Ele também se tornou seu single de maior sucesso na parada de álbuns da Billboard, alcançando o topo da parada, onde permaneceu por seis semanas. Alcançou a parada musical no mundo pela primeira vez no Reino Unido, estreando na posição # 65 em 29 de junho. Na semana seguinte, chegou ao 46º lugar e permaneceu nas paradas do Reino Unido por mais duas semanas antes de cair completamente.